# Balomètre
Ne doit pas être confondu avec Bolomètre ou Baromètre.

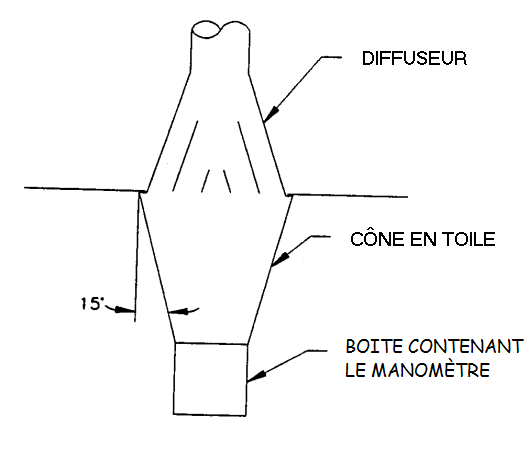
Schéma d'un balomètre

Un balomètre (du grec balè, « alimentation », et metron, « mesure »)  est un instrument de mesure utilisé en ventilation qui permet de prendre directement le débit de l'air qui sort d'un diffuseur ou entre dans une grille de retour à l'aide d'un cône en toile (ou hotte). Au bas du cône, une boîte principale contenant un débitmètre permet de mesurer le débit de l'air.

## Fonctionnement
L'ouverture haute du cône est placé sur les côtés du diffuseur de façon étanche. L'air passant dans le cône est pulsé vers le débitmètre. Lorsque le débitmètre est une plaque à orifice, l'air sort par l'orifice, ce qui permet d'avoir une lecture sur le manomètre.
Cet appareil est souvent utilisé pour le balancement de systèmes de ventilation mécanique contrôlée (VMC) lorsque le bâtiment n'est pas encore occupé ou quand les pièces ne sont pas encombrées.
Le cône est généralement en toile et rarement en carton, conçu pliable pour en faciliter le transport. La forme du cône est adaptée aux grilles du diffuseur, c'est-à-dire de grandeurs variées, avec une ouverture carrée ou ronde...
La boîte contenant les tubes à orifices peut varier de volume selon la grosseur du cône. 

## Histoire
Le terme balomètre est un néologisme de l'entreprise Alnor qui a lancé un prototype en 1983.